# Gil (film 1983)
Gil (ros. Снегирь, Sniegir) – radziecki krótkometrażowy film animowany z 1983 roku w reżyserii Inessy Kowalewskiej powstały na motywach utworu Agniji Barto. Scenariusz napisała Inessa Kowalewska.

## Obsada (głosy)
- Galina Iwanowa
- Ludmiła Gniłowa